# Posca
|  | Aquest article tracta sobre el vi. Vegeu-ne altres significats a «Marc Pinari Posca». |

La posca va ser una beguda molt usada a l'antiga Roma entre el poble, singularment per les capes més inferiors, i pels legionaris quan estaven de servei. Consistia en vi de molt poca qualitat, o moltes vegades vinagre, barrejat amb aigua, beguda que resultava lleugerament àcida i molt refrescant.
Marc Gavi Apici, el gastrònom romà, en fa menció i utilitza la posca en algunes de les seves receptes recollides al llibre De re coquinaria.

## Història
Es creu que la beguda rep el seu nom de la barreja de l'llatí: poto ('beure') o del grec epoxos ('picant'). De la mateixa manera oxos en grec vol dir 'vinagre'. És molt possible que fos una beguda medicinal en l'època grega. La beguda de vi de gran qualitat barrejat amb aigua era signe d'indisciplina, d'aquesta manera descriu Apià que les tropes de Lucul·le en la conquesta d'Hispània es van aprovisionar d'aquesta beguda.

## Ús
Aquesta beguda barata, que tenia fama de ser molt refrescant, es va servir principalment als legionaris, al poble i als esclaus. Entre els legionaris, la posca es transportava en un matràs penjat al cinturó.
La posca no era considerada un vi de plaer, però era molt apreciada perquè calmava la set eficaçment. A més, aquesta beguda aparentment tenia virtuts antisèptiques. Era habitual entre els soldats durant l'Antiguitat afegir «drogues» a aquest vinagre, que suposadament alleujava el patiment.
Quan un soldat romà donava «vinagre» a un torturat agonitzant (per exemple Jesucrist a la seva creu, segons els evangelis), en realitat li oferia el que solia beure diàriament. A més, en aquell moment, se sabia que el vinagre tenia propietats desinfectants. Es tractaria, doncs, en el cas de Jesús d'un gest de caritat, però les interpretacions posteriors ho veuran com a maltractaments addicionals per als condemnats. Aquesta referència a la posca és probablement un embelliment teològic de l'editor bíblic per respondre a la profecia del Llibre dels Salms.
Cal no confondre la posca amb la lora, un vi encara més miserable obtingut per refermentació de marc, estirat amb aigua.